# Armbåge

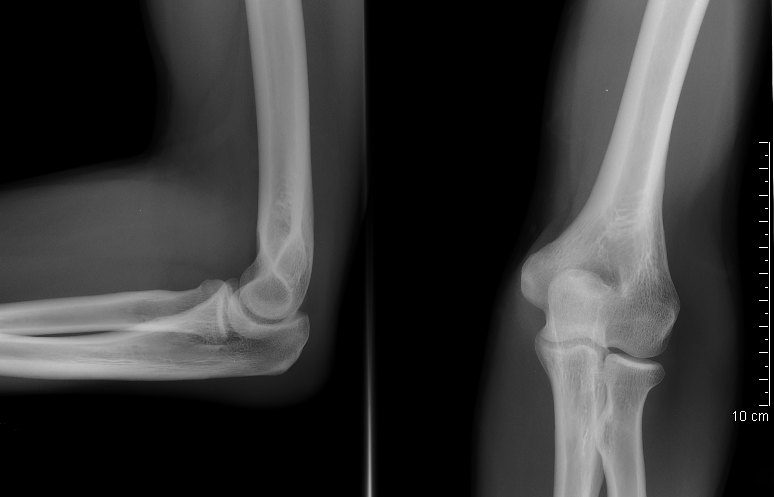
armbågsleder

Armbåge (latin: cubitus) är i människans kropp den anatomiska region som förenar överarmen med underarmen och omfattar armbågsleden (articulatio cubiti) och armvecksgropen (fossa cubitalis). I dagligt tal avses med "armbåge" ofta konturen kring benutskottet olekranon (olecranon) som sitter proximalt på armbågsbenet (ulna).
Ulnarisnerven (n. ulnaris C VIII–Th I) är en nerv som passerar mellan olekranon och överarmsbenets (humerus) mediala epikondyl (epicondylus medialis humeri). I detta mellanrum utsätts ofta nerven för slag och stötar, så kallade kärringstötar.

## Etymologi
Ordet armbåge är en, troligen folketymologisk, ombildning av det fornsvenska alboghi som är bildat av aln som betyder underarm (jämför måttenheten aln) och har således samma ursprung som engelskans ’elbow’.